# 教师心理学
教师心理学是以教师--这一教学活动中起的主导作用的核心人物为对象，从心理学角度研究和解释其在教学工作中涉及到的各种现象、规律，并为教学工作服务的一个教育心理学的分支学科。